# Basse-sur-le-Rupt
Basse-sur-le-Rupt ([bas syʁ lə ˈʁy] ) ist eine französische Gemeinde mit 854 Einwohnern (Stand: 1. Januar 2022) im Département Vosges in der Region Grand Est (bis 2015 Lothringen). Sie gehört zum Arrondissement Épinal (bis 2024 Saint-Dié-des-Vosges) und ist Mitglied im Gemeindeverband Communauté de communes des Hautes Vosges. Die Bewohner werden Bassurois und Bassuroises genannt.

## Geografie

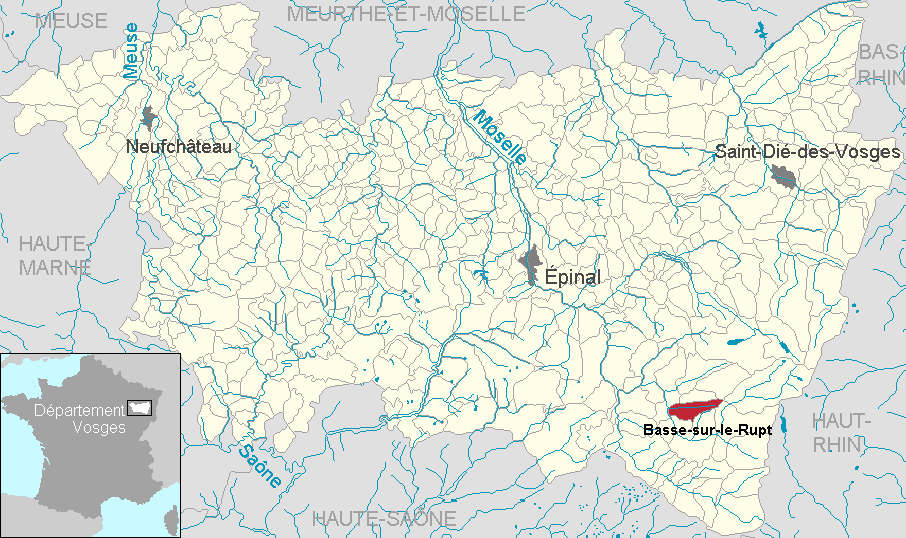
Lage der Gemeinde Basse-sur-le-Rupt im Département Vosges

Die Gemeinde Basse-sur-le-Rupt liegt in den Vogesen, 15 Kilometer östlich der Stadt Remiremont.
Das 13,73 km² umfassende Gemeindegebiet von Basse-sur-le-Rupt erstreckt sich über das Hochtal des namengebenden Bergflusses Rupt, dass nach Westen zur Moselotte öffnet und nach Norden, Osten und Süden von Bergkämmen begrenzt wird, die zum Teil über 900 Meter Höhe erreichen. Das Siedlungsgebiet setzt sich aus den Ortsteilen Pubas, Contrexard, Trougemont und Planois sowie den Weilern La Burotte, Presles und L’Echté zusammen, wobei sich Planois mit der Kirche und dem Sitz des Bürgermeisters zum Hauptort der Gemeinde entwickelt hat. Etwa ein Drittel des Gemeindeareals besteht aus Wäldern (Forêt de Noire Goutte im Süden). Im Nordosten der Gemeinde wird am Calotte du Ronfaing mit 1060 Metern über dem Meer der höchste Punkt erreicht, im Westen liegt am rechten Ufer der Moselotte mit 409 Metern über dem Meer der niedrigste Punkt.
Aus klimatischen Gründen gibt es nur in den tiefer gelegenen Talregionen kleine Ackerflächen, es dominieren stattdessen Wiesen- und Weidegebiete bis in Höhenlagen von 700 Metern über dem Meer.
Nachbargemeinden von Basse-sur-le-Rupt sind Gerbamont im Norden, Rochesson und La Bresse im Nordosten, Cornimont im Osten, Saulxures-sur-Moselotte und Tendon im Süden sowie Vagney im Westen.

## Geschichte
Das Hochtal des Rupt wurde vermutlich ab dem 14. Jahrhundert besiedelt. Das Gebiet von Basse-sur-le-Rupt war Teil des großflächigen Ban de Vagney, zu dem auch die heute selbständigen Gemeinden Vagney, Sapois, Gerbamont, Saint-Amé und Saulxures zählten. Der Ban de Vagney war je zur Hälfte den Herzögen von Lothringen und dem Kapitel von Remiremont unterstellt.
Urkunden zufolge taucht bereits 1304 eine Mühle am Rupt auf, die auch in den folgenden Jahrhunderten mehrmals Erwähnung fand.
Der heutige Ortsteil Contrexard (1425 Contraxair) war wie Pubas schon vor der Französischen Revolution Teil einer Gemeinde namens Syndicat sur le Rupt. Im 18. Jahrhundert lebten hier viele Straßenpflasterer und Brückenbauer. Planois wurde erstmals 1345 als Jéhan de Plainnoy genannt, der Ortsteil Trougemont 1669 als Trugimont.
Die heutige Gemeinde entstand 1790. Von 1793 bis 1809 hieß sie zwischenzeitlich Basse la Montagne. Bis zum Bau der Kirche Saint-Nicolas waren die Einwohner im benachbarten Vagney eingepfarrt. Mit der Kirche entstand gleichzeitig das erste Café im Ort. 1793 war die Schreibweise des Ortsnamens La Basse sur le Rupt, 1801 Basse-sur-le-Rapt.
Der Wasserreichtum und das Gefälle waren für das Gebiet am Rupt gute Voraussetzungen zum Betrieb von Wassermühlen. Vier Mühlen sind für das Jahr 1790 überliefert. Eine weitere wurde 1819 in Planois errichtet. Die Mühlen waren Ausgangspunkt der Industrialisierung, die 1853 in Trougemont mit dem Bau einer Weberei begann. In den 1880er Jahren waren hier mehr als zweihundert Arbeiter beschäftigt. Die Geschichte der Textilindustrie endete 1973 mit der Schließung des Betriebes. Ein 30 Meter hoher Granitschlot erinnert heute noch an das Werk.
Eine lange Tradition in Basse-sur-le-Rupt hat auch der Granitabbau und dessen Weiterverarbeitung, insbesondere zu Grabsteinen.

### Bevölkerungsentwicklung
| Jahr      | 1962 | 1968 | 1975 | 1982 | 1990 | 1999 | 2006 | 2012 | 2021 |
| --------- | ---- | ---- | ---- | ---- | ---- | ---- | ---- | ---- | ---- |
| Einwohner | 718  | 778  | 704  | 786  | 804  | 819  | 881  | 878  | 866  |

Nach Schließung der Textilbetriebe Mitte der 1970er Jahre verließen viele Einwohner die Gemeinde. Durch die landschaftliche Lage und günstige Grundstückspreise stieg die Einwohnerzahl von Basse-sur-le-Rupt ab den 1980er Jahren wieder an. Im Jahr 1881 wurde mit 1221 Bewohnern die bisher höchste Einwohnerzahl ermittelt. Die Zahlen basieren auf den Daten von cassini.ehess und INSEE.

## Sehenswürdigkeiten

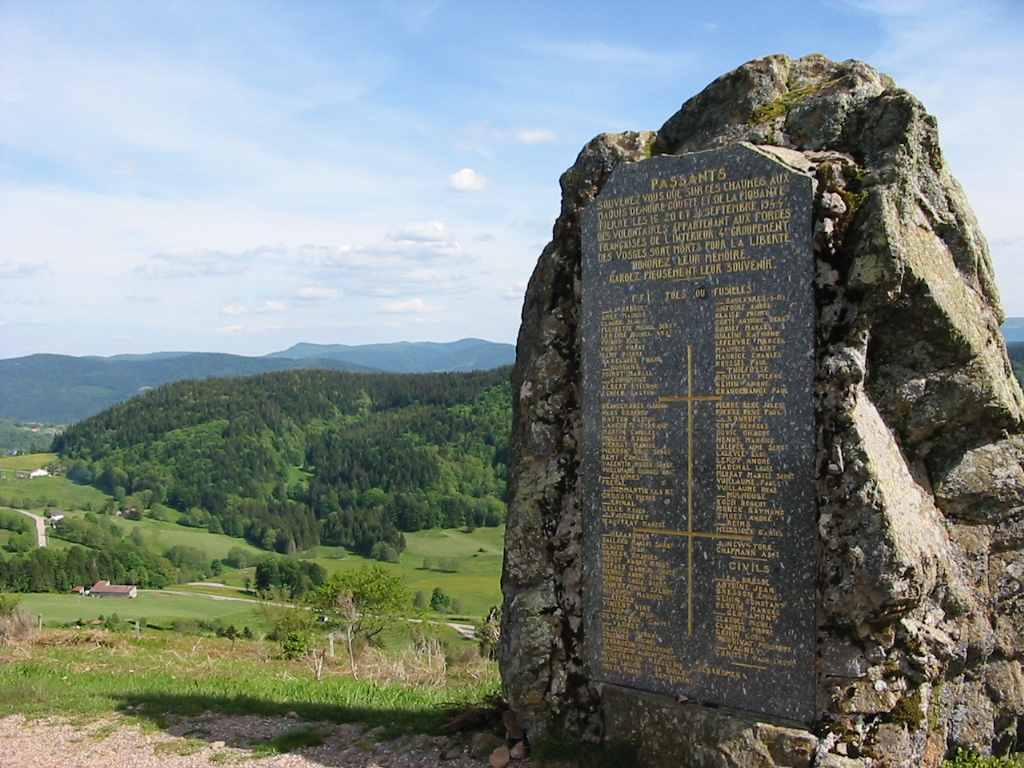
Gedenkstein der Gefallenen der Résistance

- Kirche Saint-Nicolas, 1848 errichtet
- Aussichtspunkt Le Haut du Roc im Süden der Gemeinde auf 1014 Metern Meereshöhe
- La Pierre des Quatre Communes, mit 1060 Metern höchster Punkt in Basse-sur-le-Rupt, gleichzeitig Grenzmarkierung von vier hier aufeinandertreffenden Gemeinden (neben Basse-sur-le-Rupt auch Cornimont, Rochesson und La Bresse)
- La Croix des Moinats, Denkmal zur Erinnerung an die marokkanischen Verbündeten im Zweiten Weltkrieg
- Piquante-Pierre, Gedenkstein der Gefallenen im Zweiten Weltkrieg

Kirche Saint-Nicolas
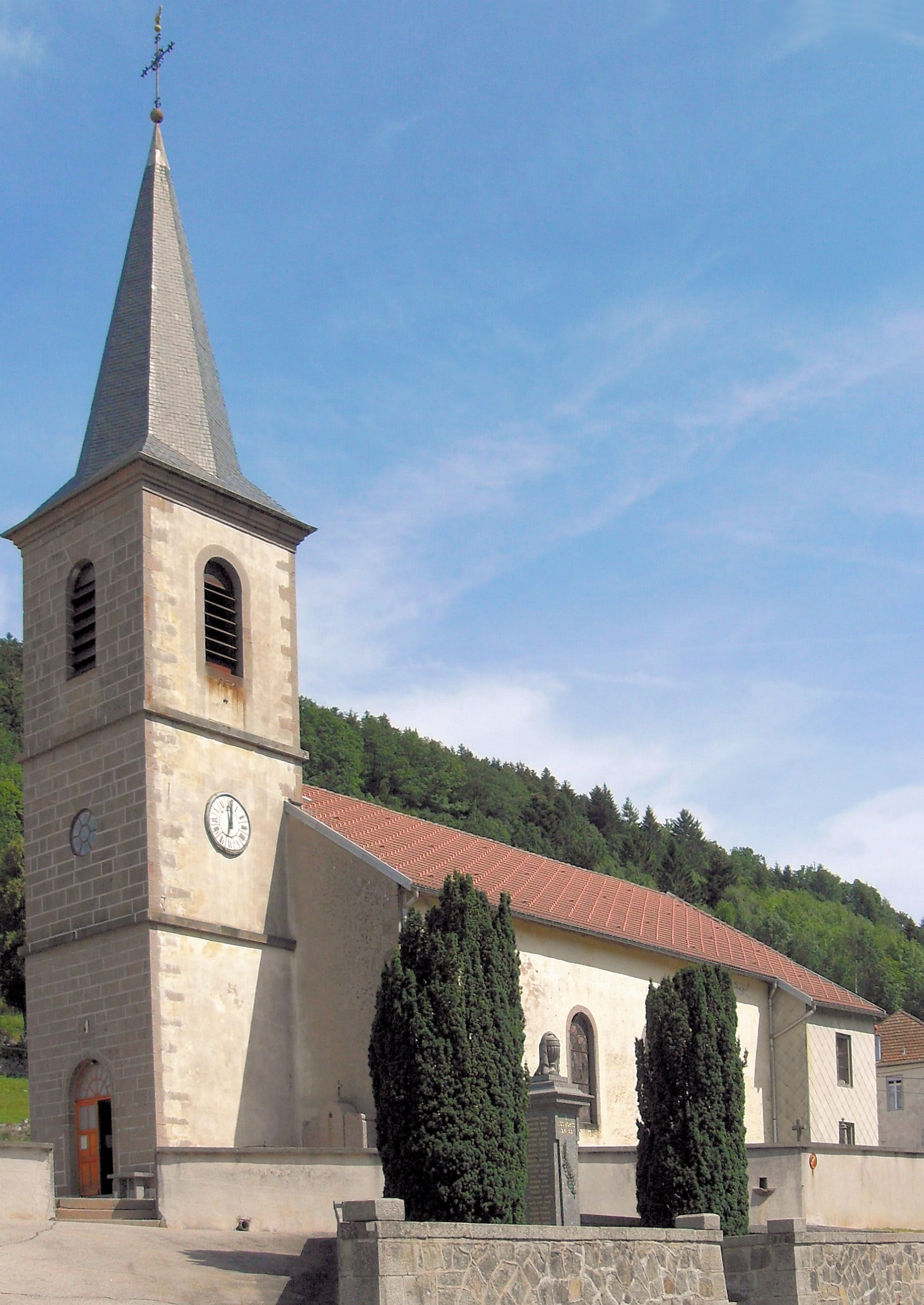
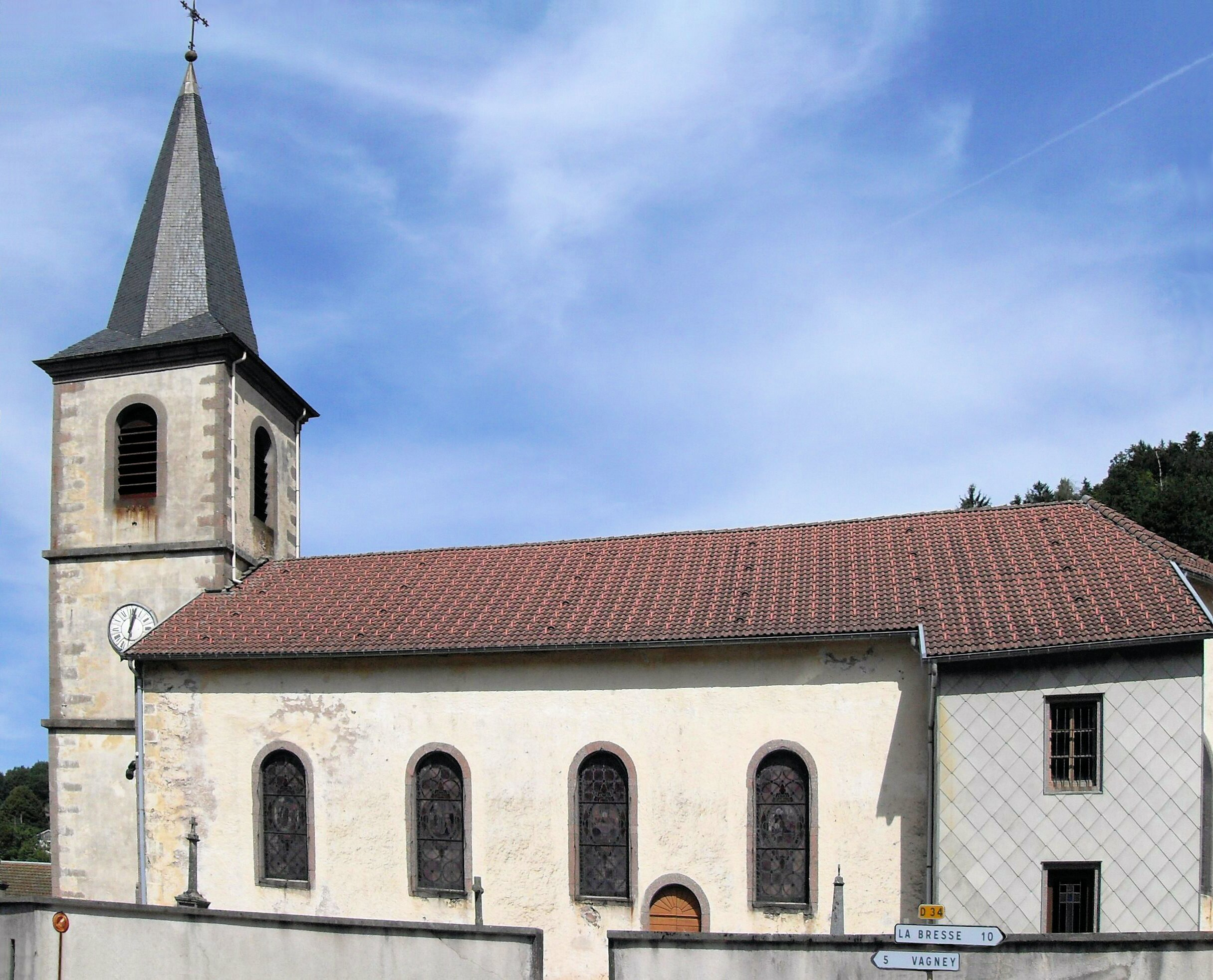

## Wirtschaft und Infrastruktur
In Basse-sur-le-Rupt sind neben einem Granitverarbeitungsbetrieb und einem Sägewerk kleinere Handwerksbetriebe präsent. In der Gemeinde sind 16 Landwirtschaftsbetriebe ansässig (Gemüseanbau, Milchwirtschaft, Zucht von Rindern, Schafen, Ziegen und Geflügel). In den letzten Jahren sind die touristischen Angebote in Basse-sur-le-Rupt erweitert worden. So sind viele einzeln stehende Ferienhäuser entstanden. Ein Teil der Bewohner pendelt in die nahegelegenen Industrieorte.
Im Ortsteil Planois befindet sich eine Grundschule, in Trougemont ein Kindergarten.
Durch Basse-sur-le-Rupt führt die Straße von Vagney nach La Bresse. Sie folgt dem Rupttal über den Sattel des Col de la Croix des Moinats (890 m) in das obere Moselottetal. Über die Pässe Col du Haut de Fouchure (790 m), Col de Menufosse (975 m), Col des Hayes (885 m) und Col de la Burotte (795 m) bestehen Straßenverbindungen in die südlichen und nördlichen Nachbarorte.

## Belege
1. ↑  Ortsname auf cassini.ehess.fr
2. ↑  Basse-sur-le-Rupt auf cassini.ehess
3. ↑  Basse-sur-le-Rupt auf INSEE
4. ↑  Landwirtschaftsbetriebe auf annuaire-mairie.fr (französisch)